# Krystynki
Krystynki – osada leśna w Polsce położona w województwie wielkopolskim, w powiecie rawickim, w gminie Rawicz.
W latach 1975–1998 miejscowość należała administracyjnie do województwa leszczyńskiego.